# Marc Methot
Marc Philippe Methot (* 21. Juni 1985 in Ottawa, Ontario) ist ein ehemaliger kanadischer Eishockeyspieler. Der Verteidiger bestritt zwischen 2007 und 2018 über 600 Partien für die Columbus Blue Jackets, Ottawa Senators und Dallas Stars in der National Hockey League (NHL). 

## Karriere

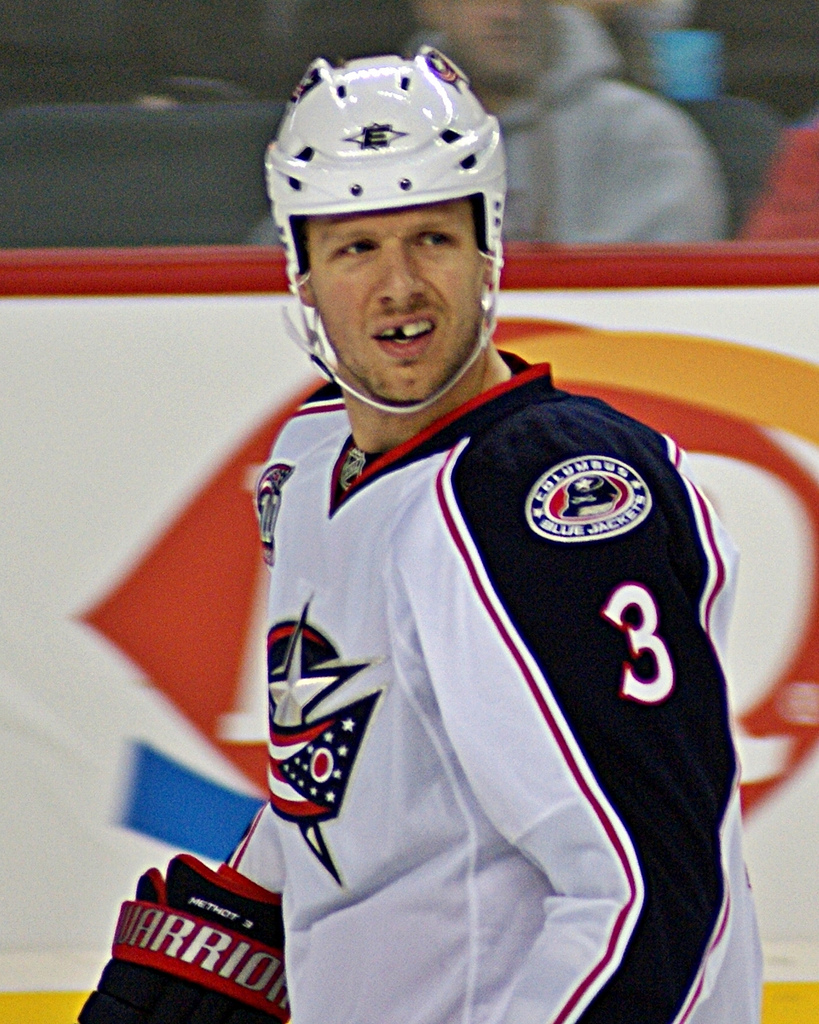
Methot im Trikot der Columbus Blue Jackets (2010).

Marc Methot begann seine Karriere als Eishockeyspieler bei den London Knights, für die er von 2002 bis 2005 in der Ontario Hockey League aktiv war, und mit denen er 2005 zunächst den J. Ross Robertson Cup als OHL-Meister sowie anschließend den Memorial Cup 2005 gewann. In dieser Zeit wurde er im NHL Entry Draft 2003 in der sechsten Runde als insgesamt 168. Spieler von den Columbus Blue Jackets ausgewählt.
Nachdem er in der Saison 2005/06 ausschließlich für deren Farmteam, Syracuse Crunch, in der American Hockey League auf dem Eis stand, gab er in der folgenden Spielzeit sein Debüt in der National Hockey League für die Blue Jackets. Nachdem der Verteidiger in der Saison 2007/08 erneut fast ausschließlich für Syracuse gespielt hatte, erzielte er in der Saison 2008/09 in 66 Spielen 17 Scorerpunkte für Columbus in der NHL.
Am 1. Juli 2012 transferierten ihn die Columbus Blue Jackets im Austausch für Nick Foligno zu den Ottawa Senators, wo der Verteidiger die folgenden fünf Spielzeiten aktiv war. Am 21. Juni 2017 wurde Methot im NHL Expansion Draft 2017 von den Vegas Golden Knights ausgewählt. Diese transferierten ihn jedoch nur fünf Tage später im Tausch für Torwart Dylan Ferguson und ein Zweitrunden-Wahlrecht im NHL Entry Draft 2020 zu den Dallas Stars. Dort war er bis zum Ende der Spielzeit 2018/19 aktiv, von der er einen Großteil aufgrund einer Knieverletzung verpasste. Nachdem sein auslaufender Vertrag nach der Saison nicht verlängert wurde, verkündete er schließlich im März 2021 offiziell das Ende seiner aktiven Karriere.

### International
Auf internationaler Ebene lief Methot bei den Weltmeisterschaften 2011 und 2012 auf. Dabei belegte er mit den Kanadiern jeweils den fünften Platz.

## Erfolge und Auszeichnungen
- 2005 J.-Ross-Robertson-Cup-Gewinn mit den London Knights
- 2005 Memorial-Cup-Gewinn mit den London Knights

## Karrierestatistik

### International
Vertrat Kanada bei:
- Weltmeisterschaft 2011
- Weltmeisterschaft 2012

(Legende zur Spielerstatistik: Sp oder GP = absolvierte Spiele; T oder G = erzielte Tore; V oder A = erzielte Assists; Pkt oder Pts = erzielte Scorerpunkte; SM oder PIM = erhaltene Strafminuten; +/− = Plus/Minus-Bilanz; PP = erzielte Überzahltore; SH = erzielte Unterzahltore; GW = erzielte Siegtore; 1 Play-downs/Relegation; Kursiv: Statistik nicht vollständig)